# God's Creatures
God's Creatures is een psychologische dramafilm uit 2022, geregisseerd door Saela Davis en Anna Rose Holmer.

## Verhaal
Aileen O'Hara woont in een regenachtig Iers vissersdorp en is voorman bij de plaatselijke visverwerkingsfabriek aan de kade. Haar volwassen dochter Erin, haar schoonzoon en hun baby wonen nog steeds bij haar en haar man Con, die als visser werkt. De mannen in de kustgemeenschap verzorgen de oesterbanken of vangen zalm in hun currachs, die gemakkelijk een speelbal van het weer kunnen worden. Onlangs verdronk een jonge visser op zee en de gemeenschap is diep bedroefd door zijn dood.
Als Aileen naar de herdenkingsdienst gaat, duikt haar zoon Brian, die jaren geleden het dorp verliet om zijn geluk in Australië te beproeven, onverwachts op in de pub. Ook al hebben ze de hele tijd geen contact gehad, Aileen is blij hem terug te hebben. Hij trekt weer bij hen in en hervat de baan die hij ooit haatte als visser. Hij wil de ter ziele gegane oesterkwekerij van opa Paddy nieuw leven inblazen. Erin en Con zijn hier niet zo enthousiast over als Aileen, en hun collega en Erins vriendin Sarah, een voormalige relatie van Brian, houdt ook afstand.
Op een nacht wordt Aileen naar het politiebureau geroepen om een verklaring af te leggen. Tegen haar zoon moet een aanklacht wegens verkrachting worden ingediend. Aileen kan al raden wie het slachtoffer is. Ze besluit haar zoon een alibi te geven voor de bewuste nacht. Al snel wordt Aileen gekweld door twijfels of ze het juiste deed door haar moederinstinct te volgen.

## Rolverdeling
| Acteur            | Personage       |
| ----------------- | --------------- |
| Emily Watson      | Aileen O'Hara   |
| Paul Mescal       | Brian O'Hara    |
| Aisling Franciosi | Sarah Murphy    |
| Declan Conlon     | Con O'Hara      |
| Toni O'Rourke     | Erin O'Hara     |
| Marion O'Dwyer    | Marry Fitz      |
| Brendan McCormack | Francie D'Arcey |
| Lalor Roddy       | Paddy O'Hara    |
| Isabelle Connolly | Emma Daly       |

## Productie
De film werd aangekondigd op 22 mei 2019, toen werd gemeld dat Saela Davis en Anna Rose Holmer een toenmalige naamloze gothic-film zouden regisseren, geproduceerd door Fodhla Cronin O'Reilly. In juni 2020 werd aangekondigd dat BBC Film, Screen Ireland en het Western Region Audiovisual Producer's Fund (WRAP) het project zouden financieren.
In mei 2021 voegden Emily Watson en Paul Mescal zich bij de cast. Crewleden waren onder meer productieontwerper Inbal Weinberg, cameraman Chayse Irvin en filmmonteur Julia Bloch.

## Release

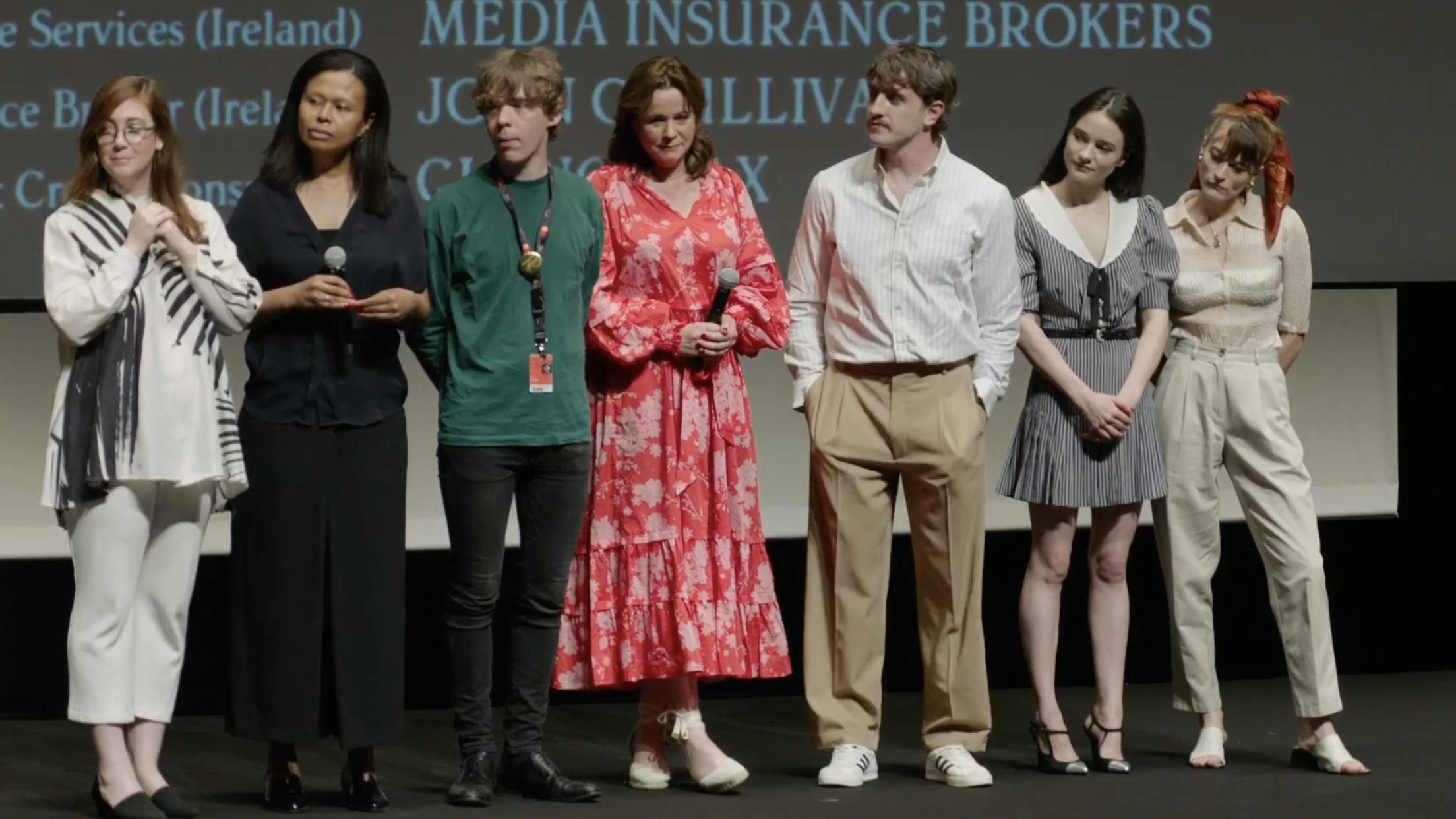
Holmer, Davis, Crowley, Watson, Mescal, Franciosi en O'Rourke tijdens Quinzaine des cinéastes (Director's Fortnight), Cannes 2022.

De film ging in première op 19 mei 2022 tijdens Quinzaine des cinéastes (Directors' Fortnight) van het Filmfestival van Cannes.

## Ontvangst
Op Rotten Tomatoes heeft God's Creatures een waarde van 90% en een gemiddelde score van 7,20/10, gebaseerd op 92 recensies. Op Metacritic heeft de film een gemiddelde score van 69/100, gebaseerd op 30 recensies.

## Prijzen en nominaties
De belangrijkste:
| Jaar | Prijs                           | Categorie                   | Genomineerde(n)                 | Uitslag     |
| ---- | ------------------------------- | --------------------------- | ------------------------------- | ----------- |
| 2022 | British Independent Film Awards | Best Lead Performance       | Emily Watson                    | Genomineerd |
| 2022 | British Independent Film Awards | Best Supporting Performance | Aisling Franciosi               | Genomineerd |
| 2022 | British Independent Film Awards | Best Supporting Performance | Paul Mescal                     | Genomineerd |
| 2022 | British Independent Film Awards | Best Original Music         | Danny Bensi & Saunder Jurriaans | Genomineerd |
| 2022 | British Independent Film Awards | Best Debut Screenwriter     | Shane Crowley                   | Genomineerd |